# Vreemdeling in het paradijs (verhaal)
Vreemdeling in het paradijs is een sciencefictionverhaal geschreven door de Amerikaan Isaac Asimov in 1973. 
Het was oorspronkelijk bedoeld als bijdrage voor een bundel verhalen, die waren uitgegeven door Judy-Lynn del Rey, maar zij wees het af. Asimov bood het vervolgens aan bij Ben Bova voor zijn blad Analog Science Fiction, maar ook hij zei nee. Uiteindelijk plaatste het magazine If het verheel in hun editie van mei/juni 1974. In 1976 nam Asimov het zelf op in zijn bundel The bicentennial man and other stories (vertaald als Vreemdeling in het paradijs) en in 1982 in The complete robot.

## Het verhaal
Het verhaal gaat over de verhouding tussen de Anthony Smith en William Anti-Aut. Zij leven in een post-apocalyptische wereld waarbij vanwege de handhaving van genetische variatie het niet meer gewoon is om een gezin te stichten. De ouders van Anthony en William dachten daar anders over en zij zijn dan ook een weinige volle broers, die de wereld kent. Zij zijn gevormd met grotendeels gelijke genencombinatie en lijken daarbij uiterlijk ook nog behoorlijk op elkaar. Zij voelen zich daardoor bekeken en beschaamd. Zo gelijk in uiterlijk, verschillend zijn ze qua karakter. Anthony heeft een beroep in de telemetrie, William probeert autistische mensen te helpen. Anthony wordt gevraagd een robot te ontwerpen met een positronisch brein, die op Mercurius kan overleven. Anthony komt erachter dat om het beste resultaat te krijgen, een complexe computer op Aarde nodig, die de robot van opdrachten kan voorzien. Een dergelijke computer is er echter niet. Deze computer zou moeten werken als computer, maar moet denken en communiceren als mens. Om dat voor elkaar te krijgen is een  genetisch ingenieur nodig. Zijn broer William blijkt het beste te zijn in dat vakgebied. Hij is in zijn onderzoek naar autisme bezig met bewustzijnsarrest. Daarbij wordt een fysieke scheiding aangebracht tussen brein en lichaam. De computer wordt volgens dat principe gebouwd. Als eenmaal alles is aangepast, wordt de robot getest in de woestijn van Arizona. Het draait volgens Anthony uit op een mislukking. De robot beweegt maar moeizaam en klunzig. Dan komt William met de oplossing. De robot voelt zich niet thuis op Aarde. Hij is gebouwd om te werken bij veel hogere temperaturen, minder zwaartekracht en het ontbreken van lucht. William haalt zijn broer over de robot toch naar Mercurius te sturen. Als de robot eenmaal “thuis” is op Mercurius, voelt die zich direct thuis en worden opdrachten zonder problemen uitgevoerd. Hij voelt zich als in het paradijs.    
Zijn beste vriend · Sally · Op een dag · Gezichtspunt · Denken · Ware liefde · Robot AL-76 verdwaald · Overwinning onopzettelijk · Vreemdeling in het paradijs · Lichtvers · De racist · Robbie · Als we bij elkaar komen · Spiegelbeeld · Jubileumincident · Eerste wet · dronken robot · Logica · Vingers · Leugenaar · Succes verzekerd · Lenny · Galeislaaf · Robot vermist · Risico · Grappenmaker! · Bewijs · De machines · Vrouwelijke intuïtie · Weest Hem indachtig · Tweehonderd jaar mens